# 巴勒斯坦獨立宣言

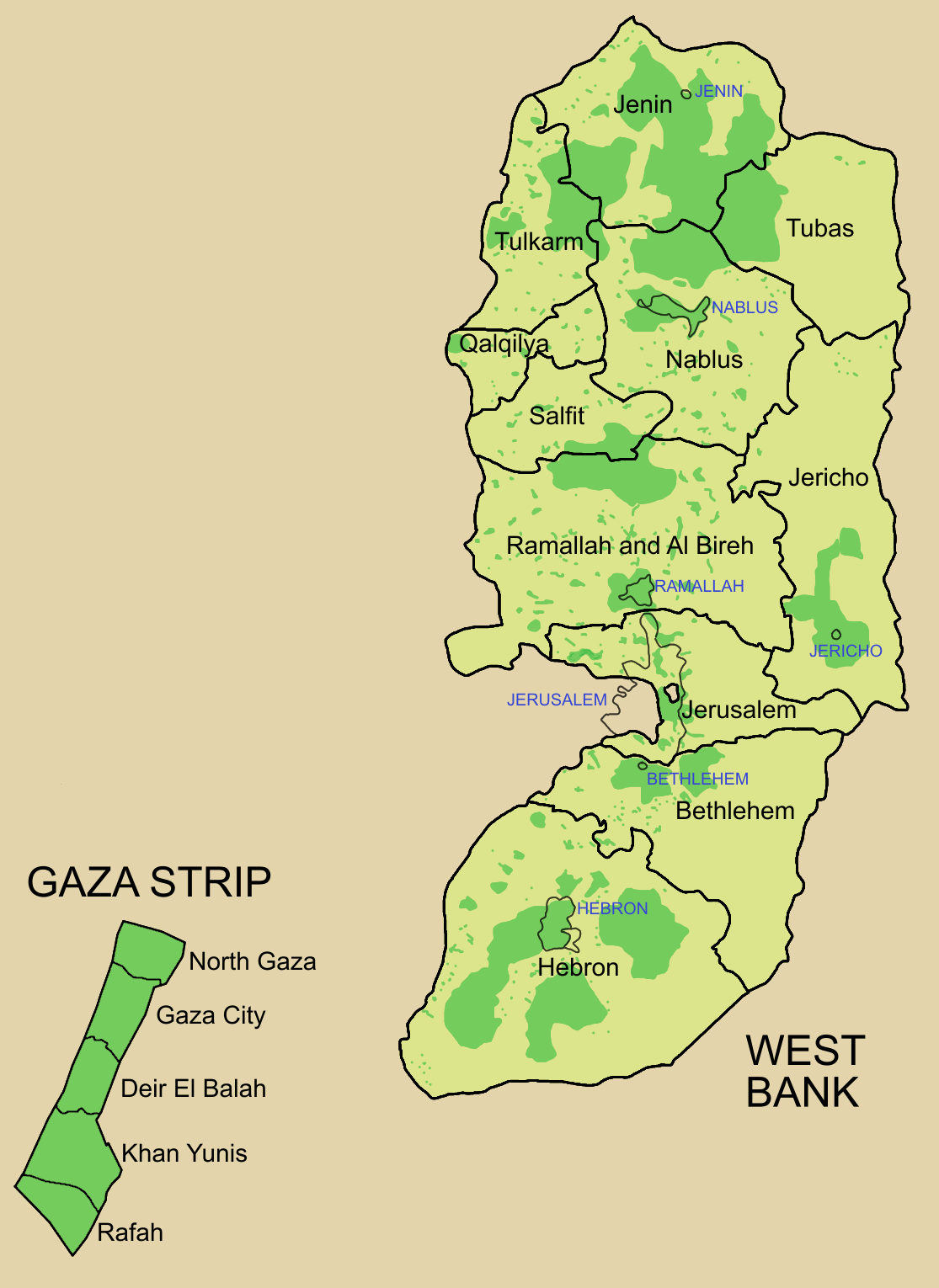
巴勒斯坦所屬的西岸及加薩走廊之選舉地圖。綠色地區是巴勒斯坦自治政府的控制區域，淺黃色則是以色列政府實際控制的行政分區，藍色為城市名稱。

巴勒斯坦獨立宣言（阿拉伯语：‎），是標誌著巴勒斯坦國正式成立的一份文件，作者是巴勒斯坦詩人馬哈茂德·達爾維什。巴勒斯坦解放組織的立法機構巴勒斯坦民族委員會以253票贊成、46票反對和10票棄權通過了這份文件。

## 历史
1988年11月15日，亚西尔·阿拉法特在阿爾及利亞阿爾及爾正式公開宣佈了這份文件。在第19屆巴勒斯坦民族委員會會議上，阿拉法特宣讀了這份文件，此時全場起立鼓掌。阿拉法特宣讀完宣言後正式就任巴勒斯坦总统。1989年4月，巴解組織中央委員會選舉阿拉法特為巴勒斯坦國第一任總統。